# Середземноморський флот (Об'єднане Королівство)
Середземноморський флот (Велика Британія) (англ. Mediterranean Fleet) — одне з найпотужніших оперативно-стратегічних об'єднань Королівського військово-морського флоту Великої Британії, що діяло у Середземному морі з 1690 року по 1967.
Середземноморський флот був одним з найпрестижніших формувань у ВМФ протягом усієї своїй історії, він слугував життєво важливою сполучною морською ланкою між метрополією Об'єднаного Королівства і більшості Британської імперії в східній півкулі.